# Skogsby lund
Skogsby lund är ett naturreservat i Mörbylånga kommun i Kalmar län.
Området är naturskyddat sedan 1972 och är 2,6 hektar stort. Reservatet består av en tidigare äng som nu är en lövskogslund med gamla ekar och grova hasselbuskar.